# Bussero
Pour les articles homonymes, voir Bussero (homonymie).
Bussero (Buser dans le dialecte local) est une commune italienne d'environ 9 000 habitants située dans la ville métropolitaine de Milan, dans la région Lombardie, dans le Nord de l'Italie. La ville est desservie par la ligne n°2 du métro de Milan, qui la relie à la capitale économique italienne.

## Géographie
Bussero se situe à l'est de Milan, à exactement 21 kilomètres. Traversée par le Naviglio Martesana, la commune lombarde est située dans la grande plaine caractéristique de la région.

## Climat
Par généralité, le climat de la Lombardie est semi-continental. Toutefois, la variété de relief lui confère un statut particulier. Bussero, du fait de sa situation géographique, connaît des hivers plutôt doux malgré la présence d'un brouillard parfois très épais et de chutes de neige abondantes de décembre à février (deux fois par an en moyenne). Sa proximité de la capitale lombarde Milan, de ses industries et de son activité humaine la rend sujette à des étés très chauds et très humides à l'instar des communes composant la province.

## Histoire
Le nom Bussero provient d'un arbuste toujours florissant qui se trouvait en nombre dans ce lieu.
La ville de Bussero semblerait avoir existé dès l'époque romaine à en croire le sarcophage retrouvé en 1906, contenant les restes d'une jeune germanique se nommant « Lupulia » qui épousa un citoyen romain.
De vieilles cartes témoignent de l'existence du bourg dès 852. Grâce à un décret du 15 juillet 1375, un certain Gian Galeazzo Visconti étendait le pouvoir de Milan à dix milles autour de celle-ci, faisant passer Bussero sous administration milanaise.
Par la suite, la commune fit partie du Comtat de Melzo et eut comme seigneurs, les Marliani en 1412, les Cotta en 1441, les Stampa dès 1524, les Triulzio en 1531 et enfin la famille Creppi jusqu'en 1778.
À noter qu'en 1145, Goffredo da Bussero fonda l'hôpital de San Barnaba in Brolo à Milan, qui devint par la suite l'Ospedale Maggiore.

## Économie
Jadis, l'économie de Bussero fut basée essentiellement sur l'agriculture avec production de blé, de maïs et même un élevage porcin.
Aujourd'hui, la commune repose surtout sur le secteur secondaire et tertiaire avec présence d'usines (Pietro Cucchi) et de nombreux services.

## Culture
Bussero est un lieu où se côtoient l'école primaire et secondaire. Les lycéens doivent se rendre dans les communes limitrophes telles Gorgonzola, ou Milan.
On peut trouver également une bibliothèque, une ludothèque et diverses associations.

## Fêtes, foires
La Festa dell'unità, se déroulant sur trois semaines durant le mois de juillet.

## Sport
La ville est dotée de deux terrains de football où se produit notamment l'US Busserese.
Un gymnase se situant en centre-ville accueille les matchs de volley-ball. D'ailleurs, l'équipe féminine locale joua en catégorie semi-professionnelle dans les années 80.
L'association Macallesi est également présente à Bussero par le biais de sa branche cycliste.

## Administration
| Période   | Période    | Identité         | Étiquette    | Qualité         |
| --------- | ---------- | ---------------- | ------------ | --------------- |
| mai 2012  |            | Curzio Rusnati   |              | Sindaco (Maire) |
| juin 2009 | avril 2011 | Franco Colombo   | Vivi Bussero | Sindaco (Maire) |
| juin 2004 | juin 2009  | Antonio Galbiati |              | Sindaco (Maire) |

### Élections municipales 2009
Les élections municipales busseresi se sont déroulées les 6 et 7 juin 2009. Les inscrits étaient, dans le même temps, invités à élire leurs représentants européens.
À l'image de tout le Nord-Est Italien, Bussero affiche un fort taux de participation de 83,2 %, soit 5 720 votants, dépassant le précédent (2004) d'un point.
À l'issue du scrutin la liste Vivi Bussero, emmenée par Franco Giacomo Colombo, remporte la mairie grâce à un score de 38,8 % devant la co-alition PdL-Lega Nord de Luigi Guzzi, qui échoue à la seconde place avec 30 % des voix. Suivent les listes Progetto Bussero et Ambiente Cultura se partageant respectivement 25,2 % et 6 % des voix.
La répartition des sièges au conseil municipal se faisant de cette manière :
- Vivi Bussero : 11 sièges ;
- PdL-Lega Nord : 3 sièges ;
- Prog. Bussero : 2 sièges.

### Communes limitrophes
Pessano con Bornago, Carugate, Gorgonzola, Cernusco sul Naviglio, Cassina de' Pecchi.